# Parlamentswahl in Finnland 1995
- VAS: 22
- SDP: 63
- VIHR: 9
- Sonst.: 1
- SMP: 1
- RKP: 12
- NUOR: 2
- KESK: 44
- KOK: 39
- SKL: 7

Die Parlamentswahl in Finnland 1995 fand am 19. März 1995 statt. Es war die Wahl zum 32. finnischen Parlament.
Die Parteien der bisher unter Ministerpräsident Esko Aho regierenden Mitte-rechts-Regierung, allen voran die Zentrumspartei, mussten Verluste hinnehmen. Die Sozialdemokraten mit Paavo Lipponen als Spitzenkandidat gewannen sechs Prozentpunkte hinzu und wurden mit dem besten Ergebnis der Nachkriegszeit wieder stärkste Kraft vor der Zentrumspartei und der konservativen Sammlungspartei.
Von den kleineren Parteien verlor vor allem die Landpartei Finnlands (SMP). Die SMP war von 1995 an nur noch mit einem Mandatsträger im finnischen Reichstag vertreten. Das Linksbündnis gewann leicht dazu und wurde viertstärkste Kraft. Die Liberale Volkspartei verlor ihr Mandat während die liberalen Jungfinnen den Einzug mit zwei Mandaten schafften. Neben dem Grünen Bund erhielt auch die Ökologische Partei einen Sitz.
Nach der Wahl wurde Paavo Lipponen Ministerpräsident. Er führte die sogenannten Regenbogenkoalition aus Sozialdemokraten, Konservativen, Finnlandschweden, Linken und Grünen.

## Teilnehmende Parteien
Es traten 18 verschiedene Parteien zur Wahl an.
Folgende Parteien waren bereits im Parlament vertreten:
| Partei | Partei | Ausrichtung        | Spitzenkandidat |
| ------ | --- | ------------------ | --------------- |
|        | Finnische Zentrumspartei Suomen Keskusta (KESK) Centern i Finland                                                | sozialliberal      | Esko Aho        |
|        | Sozialdemokratische Partei Finnlands Suomen Sosialidemokraattinen Puolue (SDP) Finlands Socialdemokratiska Parti | sozialdemokratisch | Paavo Lipponen  |
|        | Nationale Sammlungspartei Kansallinen Kokoomus (KOK) Samlingspartiet                                             | konservativ        | Sauli Niinistö  |
|        | Linksbündnis Vasemmistoliitto (VAS) Vänsterförbundet                                                             | sozialistisch      | Claes Andersson |
|        | Grüner Bund Vihreä liitto (VIHR) Gröna förbundet                                                                 | grün               | Tuija Brax      |
|        | Schwedische Volkspartei Ruotsalainen kansanpuolue (RKP) Svenska folkpartiet (SFP)                                | liberal            | Ole Norrback    |
|        | Christlicher Bund Finnlands Suomen Kristillinen Liitto (SKL) Finlands Kristliga Förbund                          | christdemokratisch | Bjarne Kallis   |
|        | Finnische Landpartei Suomen Maaseudun Puolue (SMP) Finlands Landsbygdsparti                                      | zentristisch       | Raimo Vistbacka |
|        | Liberale Volkspartei Liberaalinen Kansanpuolue (LKP) Liberala Folkpartiet                                        | liberal            | Tuulikki Ukkola |

## Wahlergebnis
Die Wahlbeteiligung lag bei 68,6 Prozent und damit 0,2 Prozentpunkte über der Wahlbeteiligung bei der letzten Parlamentswahl im Jahr 1991.
| Partei                                                                  | Partei                                     | Stimmen   | Stimmen | Stimmen | Sitze  | Sitze |
| Partei                                                                  | Partei                                     | Anzahl    | %       | +/−     | Anzahl | +/−   |
| ----------------------------------------------------------------------- | ------------------------------------------ | --------- | ------- | ------- | ------ | ----- |
|                                                                         | Sozialdemokratische Partei Finnlands (SDP) | 785.637   | 28,25   | +6,13   | 63     | +15   |
|                                                                         | Finnische Zentrumspartei (KESK)            | 552.003   | 19,85   | −4,98   | 44     | −11   |
|                                                                         | Nationale Sammlungspartei (KOK)            | 497.624   | 17,89   | −1,42   | 39     | −1    |
|                                                                         | Linksbündnis (VAS)                         | 310.340   | 11,16   | +1,08   | 22     | +3    |
|                                                                         | Grüner Bund (VIHR)                         | 181.198   | 6,52    | −0,30   | 9      | −1    |
|                                                                         | Schwedische Volkspartei (RKP)              | 142.874   | 5,14    | −0,34   | 11     | −1    |
|                                                                         | Christlicher Bund Finnlands (SKL)          | 82.311    | 2,96    | −0,09   | 7      | −1    |
|                                                                         | Jungfinnische Partei (NUOR)                | 78.066    | 2,81    | +2,81   | 2      | +2    |
|                                                                         | Finnische Landpartei (SMP)                 | 36.185    | 1,30    | −3,55   | 1      | −6    |
|                                                                         | Bund des Freien Finnlands (VSL)            | 28.067    | 1,01    | + 1,01  | —      | —     |
|                                                                         | Liberale Volkspartei (LKP)                 | 16.247    | 0,58    | −0,20   | —      | −1    |
|                                                                         | Frauenpartei (NAISP)                       | 7.919     | 0,28    | −0,19   | —      | —     |
|                                                                         | Ökologische Partei Die Grünen (EPV)        | 7.865     | 0,28    | +0,14   | 1      | +1    |
|                                                                         | Naturgesetz-Partei (LLP)                   | 6.819     | 0,25    | +0,25   | —      | —     |
|                                                                         | Rentner für das Volk (EKA)                 | 5.124     | 0,18    | −0,01   | —      | —     |
|                                                                         | Kommunistische Arbeiterpartei (KTP)        | 4.784     | 0,17    | −0,06   | —      | —     |
|                                                                         | Rentnerpartei Finnlands (SEP)              | 3.974     | 0,14    | −0,25   | —      | —     |
|                                                                         | Partei der Gemeinsamen Verantwortung (YVP) | 1.706     | 0,06    | −0,04   | —      | —     |
|                                                                         | Sonstige*                                  | 32.178    | 1,16    | —       | 1      | —     |
| Gesamt                                                                  | Gesamt                                     | 2.780.921 | 100,00  |         | 200    |       |
| Gültige Stimmen                                                         | Gültige Stimmen                            | 2.780.921 | 99,19   |         |        |       |
| Ungültige Stimmen                                                       | Ungültige Stimmen                          | 22.681    | 0,81    |         |        |       |
| Wahlbeteiligung                                                         | Wahlbeteiligung                            | 2.803.602 | 68,58   |         |        |       |
| Wahlberechtigte                                                         | Wahlberechtigte                            | 4.088.358 | 100,00  |         |        |       |
| Quelle:                                                                 |                                            |           |         |         |        |       |
| Anmerkungen: * 6.038 Stimmen für die Liberalen für Åland (Åland-Mandat) |                                            |           |         |         |        |       |

## Nach der Wahl
Paavo Lipponen (Sozialdemokratische Partei) wurde Nachfolger von Ministerpräsident Esko Aho (Zentrumspartei).
1. Kabinett Lipponen I – Paavo Lipponen (Sozialdemokratische Partei) – Regierung aus Sozialdemokratischer Partei, Nationaler Sammlungspartei, Schwedischer Volkspartei, Linksbündnis, Grüner Bund (13. April 1995 bis 1999)